# The Beach Boys in Concert
The Beach Boys in Concert je v pořadí třetí živé album a první 2LP americké poprockové skupiny The Beach Boys. Vyšlo v listopadu 1973 a je jediným oficiálním koncertním albem, na kterém se podíleli členové tehdejší rozšířené sestavy kapely Ricky Fataar a Blondie Chaplin. Pro velmi podobný název s prvním live albem kapely z roku 1964 – Beach Boys Concert – jsou obě desky občas mylně zaměňovány. 

## Vznik alba
Kolekce dvaceti písní byla natočena během dvou amerických turné The Beach Boys v listopadu 1972, v létě 1973 a z vystoupení v Hollywood Palladium v dubnu 1973. Konkrétně se jedná o kompilaci složenou ze záznamů ze sedmi koncertů, proto jsou jednotlivé písně na desce často oddělené mezerami. Ačkoliv obsahuje některé písně zařazené již na předchozí koncertní alba skupiny (Fun, Fun, Fun, Good Vibrations, Wouldn't It Be Nice, Sloop John B, Darlin') z většiny jsou zde písně dříve v živých verzích nevydané, zejména z tehdy aktuálního studiového alba Holland (Sail On Sailor, The Trader, Leaving This Town, Funky Pretty). Obsahuje též jednu do té doby nevydanou politickou skladbu We Got Love (zamýšlenou rovněž na LP Holland, ale nepoužitou).

## Obal desky
Na přední straně obalu desky je před fanoušky na pódiu vidět jediný člen skupiny, bubeník Dennis Wilson, který kvůli zranění ruky na turné nemohl bubnovat, pouze zpíval a hrál na klávesy. Dominantním uměleckým motivem byl též indiánský jezdec na konci, znak Brother Records, vydavatelské firmy skupiny. Jedná se reprodukci sochy nazvané Prosba k Velkému duchu, která pochází z roku 1908 (jejím autorem je Cyrus Edwin Dallin a nachází se před Muzeem výtvarných umění v Bostonu). Obal byl rozkládací s mnoha snímky z koncertních show, jeho autory jsou umělci David Larkham a Michael Ross, kteří byli tehdy spojení hlavně s přebaly desek Eltona Johna, ale též Three Dog Night nebo Neila Diamonda.

## Vydání a přijetí alba
Dvojalbum vyšlo na předvánoční trh 19. listopadu 1973 a stalo se nejlépe prodávaným LP kapely od uvedení desky Wild Honey. V žebříčku Billboard dosáhlo 25. pozice. Vzhledem k tomu, že skupina vydala ve Velké Británii o tři roky dříve koncertní desku Live in London, toto album nebylo na tamní trh expedováno. Prodávalo se však v Německu, Francii nebo Nizozemí, z dalších zemí také v Austrálii (v žebříčku #29), Kanadě (#25), Japonsku nebo Jihoafrické republice. Na CD reedici poprvé vyšlo roku 1991.

## Seznam skladeb
| Strana 1 | Strana 1                | Strana 1                                                             | Strana 1                          | Strana 1 |
| Pořadí   | Název                   | Autor                                                                | Studiové album                    | Délka    |
| -------- | ----------------------- | -------------------------------------------------------------------- | --------------------------------- | -------- |
| 1.       | Sail On, Sailor         | Brian Wilson, Tandyn Almer, Ray Kennedy, Jack Rieley, Van Dyke Parks | Holland                           | 3:21     |
| 2.       | Sloop John B            | tradicionál, arr. Brian Wilson                                       | Pet Sounds                        | 3:12     |
| 3.       | The Trader              | Carl Wilson, Jack Rieley                                             | Holland                           | 4:46     |
| 4.       | You Still Believe in Me | Brian Wilson, Tony Asher                                             | Pet Sounds                        | 2:58     |
| 5.       | California Girls        | Brian Wilson, Mike Love                                              | Summer Days (And Summer Nights!!) | 2:57     |
| 6.       | Darlin'                 | Brian Wilson, Mike Love                                              | Wild Honey                        | 2:21     |

| Strana 2 | Strana 2            | Strana 2                                              | Strana 2                         | Strana 2 |
| Pořadí   | Název               | Autor                                                 | Studiové album                   | Délka    |
| -------- | ------------------- | ----------------------------------------------------- | -------------------------------- | -------- |
| 1.       | Marcella            | Brian Wilson, Tandyn Almer, Jack Rieley               | Carl and the Passions – So Tough | 4:04     |
| 2.       | Caroline, No        | Brian Wilson, Tony Asher                              | Pet Sounds                       | 3:04     |
| 3.       | Leaving This Town   | Carl Wilson, Ricky Fataar, Blondie Chaplin, Mike Love | Holland                          | 6:59     |
| 4.       | Heroes and Villains | Brian Wilson, Van Dyke Parks                          | Smiley Smile                     | 3:51     |

| Strana 3 | Strana 3            | Strana 3                             | Strana 3              | Strana 3 |
| Pořadí   | Název               | Autor                                | Studiové album        | Délka    |
| -------- | ------------------- | ------------------------------------ | --------------------- | -------- |
| 1.       | Funky Pretty        | Brian Wilson, Jack Rieley, Mike Love | Holland               | 4:04     |
| 2.       | Let the Wind Blow   | Brian Wilson, Mike Love              | Wild Honey            | 4:22     |
| 3.       | Help Me, Rhonda     | Brian Wilson, Mike Love              | The Beach Boys Today! | 4:59     |
| 4.       | Surfer Girl         | Brian Wilson                         | Surfer Girl           | 2:35     |
| 5.       | Wouldn't It Be Nice | Brian Wilson, Tony Asher, Mike Love  | Pet Sounds            | 2:45     |

| Strana 4 | Strana 4         | Strana 4                                 | Strana 4           | Strana 4 |
| Pořadí   | Název            | Autor                                    | Studiové album     | Délka    |
| -------- | ---------------- | ---------------------------------------- | ------------------ | -------- |
| 1.       | We Got Love      | Ricky Fataar, Blondie Chaplin, Mike Love | –                  | 5:25     |
| 2.       | Don't Worry Baby | Brian Wilson, Roger Christian            | Shut Down Volume 2 | 3:11     |
| 3.       | Surfin' U.S.A.   | Brian Wilson, Chuck Berry                | Surfin' USA        | 2:49     |
| 4.       | Good Vibrations  | Brian Wilson, Mike Love                  | Smiley Smile       | 4:49     |
| 5.       | Fun, Fun, Fun    | Brian Wilson, Mike Love                  | Shut Down Volume 2 | 3:16     |

## Obsazení
The Beach Boys
- Carl Wilson – zpěv, sólová kytara, klávesy
- Dennis Wilson – zpěv, klávesy
- Al Jardine – zpěv, doprovodná kytara
- Mike Love – zpěv, theremin
- Blondie Chaplin – zpěv, kytara, baskytara
- Ricky Fataar – zpěv bicí

doprovodní hudebníci
- Ed Carter – baskytara, kytara
- Billy Hinsche – zpěv, kytara, klávesy
- Robert Kenyatta – perkuse
- Mike Kowalski – bicí perkuse
- Carli Muñoz – klávesy
- Joe Pollard – perkuse
- Richard Didymus Washington – perkuse